# Sarah West
Sarah West (født Sarah Westen Rasmussen) er en dansk sanger og sangskriver. Hun sang sammen Martin Brygmann titelsangen til TV 2's julekalenderserie Jul i Valhal i 2005. I 2008 blev hun ansat som sangskriver i Good Songs og har siden skrevet sange for bl.a. Nik & Jay, Johnny Deluxe, Lis Sørensen og Shzirley. Singlen "Mest ondt" sunget af Burhan G og Medina har hun skrevet i samarbejde med Burhan G. Hun hjælper også Xander på hans nummer Et Andet Sted, som er med på albummet Over skyer, under vand. Sarah West arbejder også sammen med Ankerstjerne på hans nye album i 2011, i sangen Alle mine tårer. Sarah er med på Clemens single i 2012 "Ingen kender dagen" .
Sarah West har også skrevet titelsange til DR's MGP, Isa Stepz, filmen Bora Bora og skrevet duetten "Aldrig" til filmen Anja og Viktor 4.
Sarah West udgave sin første solo-EP "Like The Sunrise" i 2011 og turnerede derefter med Burhan G og som opvarmning for Rasmus Seebach.
Hun blev i 2013 signet til Randy Jackson (American Idol) og flyttede i 2014 til Los Angeles hvor hun nu arbejder sig frem i den amerikanske musik branche.
Hun har siden skrevet og sunget duetten og titel sangen “Me4u” med ”cheerleader” sangeren OMI og udgav sin egen single “Closure” i 2018. 
Sarah West arbejder i øjeblikket på sin første amerikanske soloudgivelse